# محافظة ويسونغ
محافظة ويسونغ ((الكورية: 의성군): ويسونغ غون) هي محافظة تقع في مقاطعة غيونغسانغ الشمالية، كوريا الجنوبية. وبلغ عدد سكانها 57,533 نسمة، سنة 2012.

## أعلام
- كريس نام
- كيم إيون-غونج

## وصلات خارجية
- الموقع الإلكتروني لحكومة المحافظة نسخة محفوظة 4 سبتمبر 2005 على موقع واي باك مشين.